# 26087 Zhuravleva
26087 Zhuravleva è un asteroide della fascia principale. Scoperto nel 1982, presenta un'orbita caratterizzata da un semiasse maggiore pari a 2,4578105 au e da un'eccentricità di 0,2679155, inclinata di 8,24049° rispetto all'eclittica.
L'asteroide è dedicato a Ljudmyla Vasylivna Žuravl'ova, ex-membro dello staff dell'Institute of Theoretical Astronomy.